# نواة فوق التصالبة

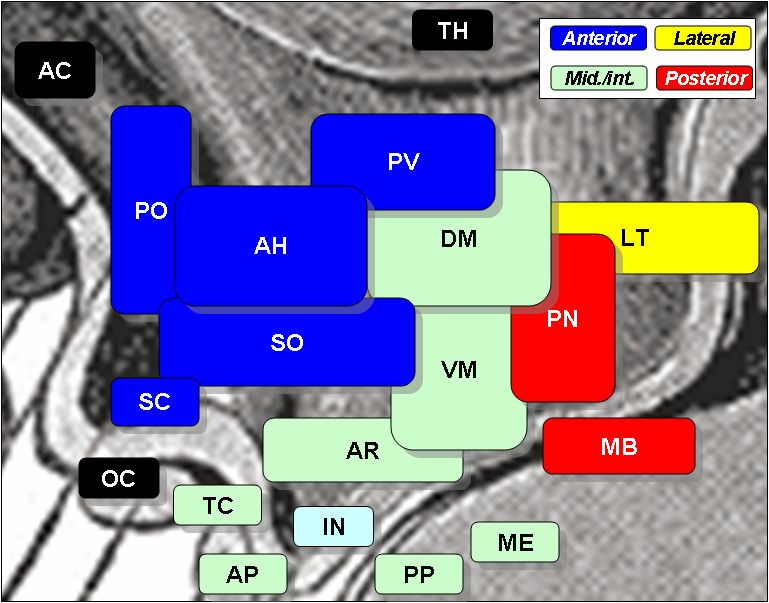
صورة لمكونات تحت المهاد، النواة فوق التصالبة SC بإطار أزرق في بالأسفل يسارا، وتحتها مباشرة في إطار أسود التصالبة البصرية.

النواة فوق التصالبة (بالإنجليزية: Suprachiasmatic nucleus)‏ واختصارا (SCN) هي منطقة صغيرة من الدماغ في تحت المهاد، تقع مباشرة فوق التصالبة البصرية وهي مسؤولة عن التحكم في النظم اليوماوي. تنظِّم الوظائف العصبونية والهرمونية التي تولدها النواة فوق التصالبة البصرية العديد من وظائف الجسد في دورة مدتها 24 ساعة، وذلك باستخدام حوالي 20 ألف عصبون.
تتآثر النواة فوق التصالبة البصرية مع العديد من مناطق الدماغ الأخرى، وتحتوي على العديد من أنواع الخلايا والعديد من الببتيدات المختلفة (بما في ذلك فازوبرسين والببتيد المعوي الفعال) ونواقل عصبية.

## الموقع
تقع النواة فوق التصالبة في الجزء الأمامي من تحت المهاد مباشرة خلف أو فوق (ومنه جاء الاسم فوق) التصالبة البصرية في تناظر جانبي مع البطين الثالث.

## التأثيرات اليوماوية
كائنات مختلفة مثل البكتيريا،  النباتات والفطريات والحيوانات، تُظهر إيقاعات جينية على مدى 24 ساعة. على الرغم من أن كل هذه الساعات يبدو أنها تستند إلى نوع مماثل من حلقة التغذية الراجعة الجينية، يُعتقد أن الجينات المحددة المعنية قد تطورت بشكل مستقل في كل مملكة. تُظهر العديد من جوانب سلوك ووظائف الثدييات إيقاع الساعة البيولوجية، بما في ذلك النوم والنشاط البدني واليقظة ومستويات الهرمونات ودرجة حرارة الجسم ووظيفة المناعة ونشاط الجهاز الهضمي. تنسق الشبكة العصبية الوريدية هذه الإيقاعات عبر الجسم بالكامل، ويفقد الإيقاع إذا تم تدميره. على سبيل المثال، يتم الحفاظ على إجمالي وقت النوم في الفئران المصابة بتلف نواة فوق التصالبة SCN ، لكن طول وتوقيت نوبات النوم يصبحان غير منتظمين. تحافظ النواة فوق التصالبة على التحكم في جميع أنحاء الجسم من خلال مزامنة «المذبذبات الطرفية»، والتي تعرض إيقاعاتها الخاصة التي تقترب من 24 ساعة وتتحكم في ظواهر الساعة البيولوجية في الأنسجة المحلية.
تتلقى الـنواة فوق التصالبة SCN مدخلات من الخلايا العقدية الحساسة للضوء في شبكية العين عبر السبيل الشبكي الوهمي. الخلايا العصبية في «البطنية الوحشية SCN» (vlSCN) لديها القدرة على التعبير الجيني الناجم عن الضوء. الميلانوبسين - المحتوية على  الخلايا العقدية في الشبكية لها اتصال مباشر مع SCN البطني الجانبي عبر السبيل الشبكي الوهمي. عندما تستقبل شبكية العين الضوء، ينقل vlSCN هذه المعلومات عبر SCN مما يسمح بـاستحواذ تزامن الإيقاعات اليومية للشخص أو الحيوان مع دورة 24 ساعة في الطبيعة. تنعكس أهمية تأثر الكائنات الحية، بما في ذلك البشر، بإشارات خارجية مثل دورة الضوء / الظلام في العديد من اضطرابات نوم الإيقاع اليومي، حيث لا تعمل هذه العملية بشكل طبيعي.
يُعتقد أن الخلايا العصبية في الـ dmSCN لها إيقاع داخلي لمدة 24 ساعة يمكن أن يستمر خلال ظلام مستمر (في البشر بمتوسط 24 ساعة و 11 دقيقة على الأقل). تشارك آلية GABAergic في اقتران المنطقتين البطنية والظهرية من SCN.
ترسل النواة فوق التصالبة SCN المعلومات إلى نوى الهايبوثلاموس ( الوطاء) الأخرى والغدة الصنوبرية لتعديل درجة حرارة الجسم وإنتاج الهرمونات مثل الكورتيزول والميلاتونين